# Svart solfjäderstjärt
Svart solfjäderstjärt (Rhipidura atra) är en fågel i familjen solfjäderstjärtar inom ordningen tättingar.

## Utseende och läte
Svart solfjäderstjärt är en medelstor långstjärtad fågel. Honan är helt rostbrun, med roströd stjärt och mörka kanter på vingpennorna. Hanen är i stort sett helsvart, lik svartmonarken men med ett kort vitt ögonbrynsstreck och utan denna arts vita strimma på sidan. Den har också svart och gul näbb. Honan liknar dimorfisk solfjäderstjärt, men är större och mer fylligt rostbrun med svarta centrala stjärtpennor. Lätet är ett ljust stigande och fallande "pluk plik pluk plik!". Även en ljus ramsa kan höras, avslutad med ljudliga "wichoo wichoo!".

## Utbredning och systematik
Svart solfjäderstjärt delas in i två underarter:
- Rhipidura atra atra – förekommer i bergstrakter på Nya Guinea och Waigeo Island
- Rhipidura atra vulpes – förekommer i norra Nya Guinea (Cyklopbergen)

## Status och hot
Arten har ett stort utbredningsområde, men tros minska i antal, dock inte tillräckligt kraftigt för att den ska betraktas som hotad. Internationella naturvårdsunionen IUCN listar arten som livskraftig (LC).